# John Allen Campbell

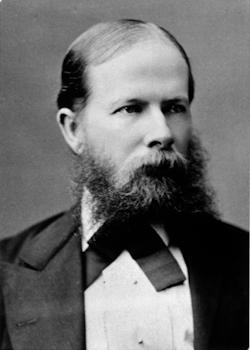
John Allen Campbell

John Allen Campbell (* 8. Oktober 1835 in Salem, Ohio; † 14. Juli 1880 in Washington, D.C.) war ein US-amerikanischer Politiker und vom 15. April 1869 bis zum 1. März 1875 der erste Gouverneur des Wyoming-Territoriums, aus welchem am 11. Oktober 1890 der Bundesstaat Wyoming wurde.

## Leben
Campbell wurde am 8. Oktober 1835 als fünfter Sohn des Sattlers und Friedensrichters John Campbell und seiner Frau Rebecca Snoodgrass in Salem geboren. In einer öffentlichen Schule erzogen, kam Campbell bereits früh mit der Republikanischen Partei in Berührung, deren Mitglied er auch wurde. 1861 trat er im Rang eines Second Lieutenant in das 19. Regiment der freiwilligen Infanterie Ohios in die United States Army ein. Dort wurde er zunächst als Chronist eingesetzt und dokumentierte alle wichtigen Ereignisse. Kurzzeitig fungierte Campbell als Ordonnanzoffizier unter General Daniel McCook und ab März 1863 als Adjutant im Stab von Generalmajor John M. Schofield.
Im Jahre 1864 wurde Campbell zum Brigadegeneral befördert und setzte er seine Arbeit unter Schofield fort. Beide Männer waren in der Zeit nach dem Bürgerkrieg maßgeblich daran beteiligt, den Bundesstaat Virginia in Countys und Bezirke zu gliedern und die Amtszeit des Gouverneurs zu bestimmen. Am 1. September 1866 trat Campbell aus der Armee aus und arbeitete einige Zeit als Redakteur bei einer Zeitung in Cleveland.
In Anerkennung seiner Verdienste wurde Campbell von US-Präsident Ulysses S. Grant am 3. April 1869 zum ersten Gouverneur des Wyoming-Territoriums ernannt; vereidigt wurde er am 15. April 1869. Während seiner Amtszeit führte er dort das Frauenwahlrecht ein, das zuvor in keinem anderen Gebiet der Vereinigten Staaten existiert hatte. Beeinflusst wurde diese Entscheidung von seinem positiven Eindruck von der Suffragettenbewegung, zu der er bereits als Jugendlicher in Salem Kontakt hatte.
Kurz vor Ende seiner Amtszeit, am 1. März 1875, wurde Campbell am 24. Februar 1875 zum dritten stellvertretenden Außenminister (Third Assistant Secretary of State) unter Hamilton Fish ernannt. Dieses neu eingerichtete Amt hatte Campbell bis zum 3. Dezember 1877 inne, als er als Konsul der USA nach Basel (Schweiz) versetzt wurde. Am 4. Februar 1880 ging Campbell in den Ruhestand. Er verstarb fünf Monate später im Alter von 44 Jahren und liegt auf dem Nationalfriedhof Arlington begraben.

## Ehrung
Nach John A. Campbell wurde das Campbell County, eines der 23 Countys von Wyoming, benannt, wobei unklar ist, ob nicht auch sein Vater als Namensgeber in Betracht kommt.

## Filme
- In der vierten Staffel der Serie Hell on Wheels ist Campbell einer der Protagonisten und wird von Jake Weber gespielt.